# Bernard Dabry
Bernard Dabry est un scénariste français.

## Filmographie
Télévision
- 1966 : Rouletabille (série télévisée) d'après Gaston Leroux - scénario coécrit avec Guy Jorré
- 1969 : Thibaud, série télévisée - 5 épisodes[1]
- 1969 : Fortune, série télévisée - adaptation de sa pièce à la télévision
- 1981 : La Vie des autres - l'épisode : Le Secret de Valincourt
- 1984 : Rue Carnot, série télévisée[2]

## Théâtre
- Fortune
- 1972 : La Mort des fantômes à Théâtre de l'Ouest parisien